# Ctenoscia minima
Ctenoscia minima är en kräftdjursart som först beskrevs av Dollfus 1892.  Ctenoscia minima ingår i släktet Ctenoscia och familjen Philosciidae. Inga underarter finns listade i Catalogue of Life.